# Silas Soule
Silas Stillman Soule (Bath, 26 luglio 1838 – Denver, 23 aprile 1865) è stato un militare statunitense.
Con i volontari del Colorado, partecipò alla guerra civile americana e raggiunse il grado di capitano nell'Esercito dell'Unione. Come comandante della Compagnia D del 1º Reggimento di Cavalleria del Colorado, Soule era al Sand Creek il 29 novembre 1864, ma si rifiutò di sparare con i suoi uomini sui pacifici indiani di quel villaggio. Successivamente Soule testimoniò contro John Chivington, l'ufficiale in comando responsabile del massacro. Fu assassinato tre mesi dopo a Denver, nell'allora Territorio del Colorado, presumibilmente come rappresaglia per la sua testimonianza contro Chivington.

## Biografia
Secondogenito di quattro figli, Silas Soule nacque il 26 luglio del 1838 a Bath nel Maine, in una famiglia di convinti abolizionisti. Fu da questo ambiente che il giovane Silas acquisì i propri ideali di libertà e di rispetto per la dignità di tutti gli esseri umani. Nel 1854 i suoi genitori aderirono alla New England Emigrant Aid Company, un'organizzazione abolizionista che favoriva il trasferimento di coloni verso ovest  e mirava a portare il Territorio del Kansas a far parte degli Stati Uniti d'America come Stato libero e non schiavista.

### Bleeding Kansas
L'anno successivo, a diciassette anni, Silas partì con la madre e le sorelle per raggiungere il padre e il fratello maggiore che si erano stabiliti in una fattoria a sud di Lawrence (Territorio del Kansas) dove entrambi operavano attivamente anche nella Underground Railroad, un'organizzazione segreta che aiutava gli schiavi a rifugiarsi negli Stati liberi o in Canada.
In quegli anni Lawrence era il centro di un aspro contrasto tra fautori dell'abolizionismo e sostenitori dello schiavismo, contrasto che diede origine a tutta una serie di violenti scontri, noti come “Bleeding Kansas” ("Kansas sanguinante"), per determinare le caratteristiche del futuro Stato del Kansas. Seguendo le sue idee liberali, Soule si fece coinvolgere nella lotta, diventò uno Jayhawker e partecipò in modo attivo ad alcuni di questi scontri. Egli mostrò la sua intraprendenza quando, insieme a un gruppo di altri Jayhawkers, favorì l'evasione e la fuga dal Missouri verso il Kansas del medico abolizionista John Doy che era stato arrestato per aver aiutato dodici schiavi neri a fuggire.
Nel novembre 1859, Soule tentò di favorire la fuga dal carcere di Charles Town in Virginia (attuale Virginia Occidentale) dell'amico John Brown, noto leader abolizionista che era stato condannato a morte per aver tentato di impadronirsi dell'arsenale di Harper's Ferry per poi organizzare una rivolta di schiavi neri. Il tentativo di Soule, tuttavia, fallì per il rifiuto a collaborare opposto da Brown il quale ritenne che morendo da martire avrebbe meglio servito la causa abolizionista.
Successivamente, per un breve periodo Soule visse a Boston dove frequentò gli ambienti abolizionisti e lì strinse un forte legame di amicizia anche con il poeta Walt Whitman.

### Cercatore d'oro e Guerra civile
A metà del 1860, dopo la morte del padre, Silas abbandonò la lotta e decise di trasferirsi a ovest, nella parte meridionale delle Montagne Rocciose, insieme al fratello William e a un cugino. Come molti altri coloni, essi furono attratti dal richiamo dell'oro che era stato scoperto nella regione di Pikes Peak ad sud di Denver, nell'attuale Stato del Colorado, evento che proprio per questo motivo divenne in seguito noto come corsa all'oro del Colorado. L'attività di minatore, tuttavia, si concluse ben presto perché con l'inizio della guerra di secessione (aprile 1861) Silas decise di dare il suo contributo all'Unione e si arruolò nel 1º Reggimento di fanteria volontari del Colorado.
Nel 1862 il suo reggimento fu inviato nel Territorio del Nuovo Messico e lì Soule incontrò un vecchio amico di suo padre,  il famoso frontiersman Kit Carson che aveva il compito di organizzare il contingente di volontari per l'esercito dell'Unione. Poco dopo, su richiesta proprio di Kit Carson, Soule entrò a far parte dei suoi scout, fece rapidamente carriera e ottenne in breve tempo i gradi di secondo tenente e poi quelli di primo tenente. A fine marzo egli prese parte alla decisiva battaglia di Glorieta Pass dove le truppe unioniste, guidate dal colonnello John P. Slough e dal maggiore John Chivington, riuscirono a bloccare l'avanzata dell'Esercito confederato che dovette prima ritirarsi e poi abbandonare il Territorio del Nuovo Messico. Dopo la battaglia, il 1º Reggimento di fanteria del Colorado venne convertito in unità di cavalleria e Chivington promosse Soule al grado di capitano  per essersi distinto per coraggio e determinazione in quella battaglia. Soule ottenne così il comando della compagnia D del 1º Reggimento di cavalleria del Colorado e venne assegnato a Fort Lyon lungo il Santa Fe Trail, nel Colorado sudorientale.

### Massacro del Sand Creek
Nel novembre del 1864, a Fort Lyon si pianificò un'azione punitiva contro gli indiani come risposta a ripetuti raid fatti da vari gruppi di nativi in quella regione. Il comando delle operazioni fu affidato al colonnello John Chivington che individuò nell'accampamento cheyenne di Pentola Nera l'obiettivo da colpire. Soule e i tenenti Joseph Cramer e James D. Connor protestarono e tentarono strenuamente di opporsi a questa decisione in quanto ritenevano ingiusto attaccare indiscriminatamente anche quei nativi che si erano mostrati pacifici ed amichevoli nei confronti dei bianchi. Tuttavia, per non finire davanti alla corte marziale, i tre ufficiali dissenzienti si videro costretti a partecipare alla spedizione, ma decisero che i loro uomini avrebbero sparato solo per difendersi. All'alba del 29 novembre 1864, il colonnello Chivington al comando del 3º Cavalleria volontari del Colorado attaccò l'accampamento di Cheyenne e Arapaho lungo le sponde del Sand Creek, nel sud-est del Colorado. Memore di quanto dichiarato a Denver qualche tempo prima, Chivington ordinò ai suoi soldati di uccidere e scotennare tutti gli indiani, anche i neonati perché «… le uova di pidocchi generano pidocchi».

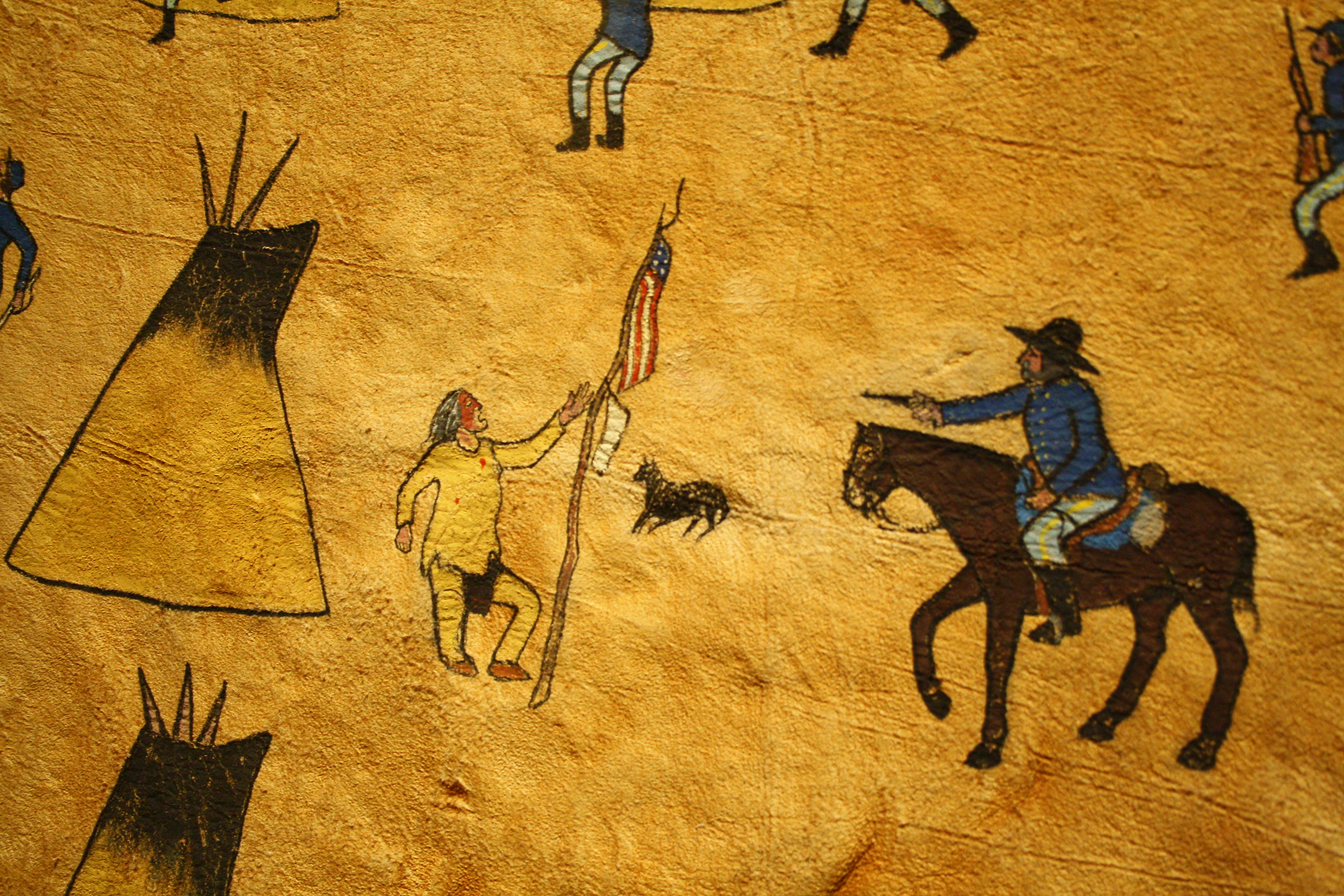
Particolare di un pittogramma che rappresenta il massacro del Sand Creek, da un Winter Count (conteggio d'inverno) conservato nel Buffalo Bill Center of the West a Cody (Wyoming)

Malgrado il capo cheyenne Pentola Nera sventolasse la bandiera americana e una bandiera bianca in segno di pace i soldati assaltarono l'accampamento con brutale violenza e si abbandonarono ad ogni tipo di atrocità senza risparmiare nessuno e senza che Chivington intervenisse per impedire quegli eccessi. Fu una carneficina. Vennero uccisi più di 150 indiani e di essi più di due terzi erano donne e bambini. Le atrocità commesse dai soldati in quello che è noto come il Massacro di Sand Creek, furono descritte da Soule in una lettera che inviò al suo ex comandante di Fort Lyon, il maggiore Edward W. Wynkoop. Tra l'altro Soule scrisse «… I tell you Ned, it was hard to see little children on their knees have their brains beat out by men professing to be civilized» (…Ti dico Ned, è stato difficile vedere bambini in ginocchio con il cervello pestato da uomini che si professavano civili). Lettere di uguale tenore vennero inviate da Soule all'amico Walt Whitman e ad alcuni membri del Congresso a Washington.
Inizialmente Chivington venne festeggiato a Denver per la vittoria riportata, ma quando si cominciarono a conoscere i macabri dettagli di quell'impresa il governo federale decise di avviare un'indagine per accertare quanto realmente accaduto quel giorno al Sand Creek. Nel gennaio del 1865 Soule fu il testimone chiave dell'inchiesta. Egli depose contro Chivington mettendo in risalto la violenza estrema con cui i suoi cavalleggeri si erano accaniti contro nativi inermi. Malgrado le accuse pesanti, Chivington riuscì a sfuggire alla corte marziale in quanto aveva tempestivamente lasciato l'esercito.

### Morte
Il 1º aprile del 1865, Soule, che nel frattempo aveva anche lui lasciato l'esercito, sposò la diciannovenne Hersa Coberly e i due si stabilirono a Denver dove Silas cominciò a lavorare come supervisore della polizia militare. Il 23 aprile, sentendo degli spari in strada, Silas andò a controllare. In realtà si trattava di una trappola. Ad aspettarlo c'erano due sicari, tali Charles Squier e William Morrow, che erano stati entrambi nel 2º Reggimento di cavalleria del Colorado di Chivington. Charles Squier sparò un colpo di pistola al volto di Soule uccidendolo all'istante. All'epoca, nell'opinione pubblica forte fu il sospetto, peraltro mai confermato, che i due sicari avessero agito per conto del colonnello Chivington. Gli assassini furono rintracciati e arrestati, ma riuscirono a fuggire dalla prigione prima del processo e nessuno ha mai pagato per quel delitto.

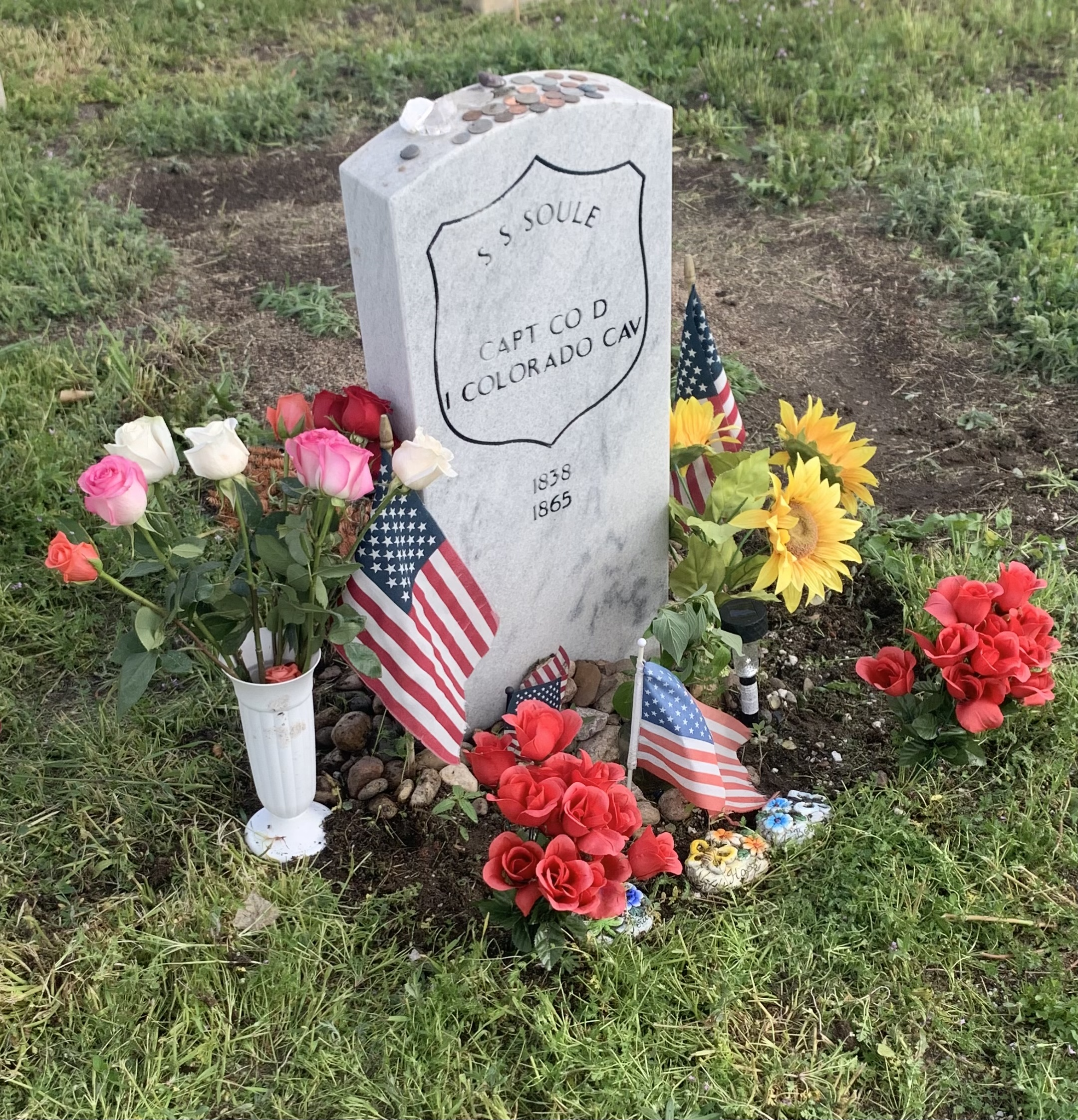
Tomba di Silas Soule nel cimitero di Denver (Colorado)

Il capitano Silas Soule fu sepolto con gli onori militari nel cimitero di Denver. Le sue spoglie furono successivamente trasferite nel nuovo cimitero di Riverside dove, a partire dal 1999, ogni anno in occasione delle cerimonie in ricordo delle vittime del Sand Creek, rappresentanti delle tribù Cheyenne e Arapaho si recano sulla sua tomba per rendere onore alla sua memoria.
Due anni dopo la morte, con ordine generale n. 65 del 22 giugno, il Department of War conferì al capitano Soule il grado postumo di maggiore ‘brevet’  “... for faithful and meritorious services” quindi in riconoscimento del meritorio servizio reso alla nazione e anche per il suo costante impegno in difesa degli oppressi. Nel 2010, la Colorado Historical Society ha posto una targa storica nel centro di Denver lì dove il capitano Soule venne assassinato per ricordare una delle personalità di maggior rilievo nella storia di quello Stato.

## Lascito
Dopo oltre un secolo di totale oblio, da qualche decennio si è cominciato a registrare un crescente interesse intorno alla vita di questa straordinaria figura di combattente.
La raccolta delle sue lettere, scritte tra il 1861 e il 1865, è conservata presso la Denver Public Library mentre una cospicua selezione di esse è disponibile sul sito Kclonewolf.
Lo storico Tom Bensing ha pubblicato nel 2012 la prima biografia completa di Silas Soule combinando fatti storici con elementi umani. Ne è risultata un'affascinante istantanea di una fase della storia degli Stati Uniti ricca di dettagli accuratamente ricercati.
A far rivivere sul grande schermo le vicende di questo personaggio storico a lungo dimenticato, è stato Donald Vasicek. Il suo lungometraggio The Captain (2014) è stato il frutto di un minuzioso e appassionato lavoro di ricerca storica, di approfondimento sul carattere dei personaggi e di accuratezza nel raccontare una storia coinvolgente a una generazione che, probabilmente, non ne era a conoscenza. Non altrettanto può dirsi per il western in bianco e nero Soul of Silas (2015) di Aaron Sears, film carente per narrazione storica e caratterizzazione dei personaggi.
A Silas Soule, Ermanno Bartoli ha dedicato Lettera alla madre, una toccante poesia inclusa nel volume “Sulla pista” pubblicato nel 2016.
Il cantautore Georgie Jessup Mauler ricorda l'eroe di Sand Creek con The Ballad of Silas Soule una ballata intensa ed ispirata contenuta nella raccolta My Work Here Ain’t Yet Done (2020). In precedenza, un brano musicale che porta quello stesso titolo era stato incluso da Joe Brownrigg nell'album Inventor and the Robot (2017).